# Słupia (województwo pomorskie)
Słupia – wieś w Polsce położona w województwie pomorskim, w powiecie człuchowskim, w gminie Debrzno.
W latach 1975–1998 miejscowość położona była w województwie słupskim.
Znajduje się tu rzymskokatolicki kościół filialny św. Michała Archanioła, należący do parafii Wniebowzięcia Najświętszej Maryi Panny w Debrznie. Swoje nabożeństwa prowadzi w nim także działająca na terenie miejscowości parafia greckokatolicka św. Michała Archanioła. 

## Zabytki
Według rejestru zabytków NID na listę zabytków wpisany jest szachulcowy kościół filialny pw. św. Michała Archanioła, 1736, nr rej.: A-278 z 5.04.1960. 